# والتر فلمینگ
والتر فلمینگ (انگلیسی: Walther Flemming؛ ۲۱ آوریل ۱۸۴۳ – ۴ اوت ۱۹۰۵) یک دانشمند اهل آلمان بود. 